# 機動戰士GUNDAM外傳 宇宙、閃光的盡頭…
《機動戰士GUNDAM外傳 宇宙、閃光的盡頭…》是GUNDAM遊戲系列作品中以遊戲形式推出高達外傳的第三作，原本是PS2正傳遊戲《機動戰士GUNDAM 宇宙相逢篇》的外傳故事，後來成為獨立分開發售的正式外傳故事。

## 故事背景
U.C.0079一年戰爭末期，地球聯邦軍從查布羅把大量艦艇送往宇宙，準備參與對自護公國的反攻。在眾多的艦艇當中，除了著名的第13獨立部隊旗艦、飛馬級「白色基地」和其他將會作為宇宙艦隊的中心部隊而先行出發的艦艇外，還有同屬飛馬級的「純種駿馬」，並以其作為旗艦成立的「第16獨立部隊」。
故事是以地球聯邦軍特務部隊——「第16獨立部隊」為主軸。部隊以其潛伏能力及搭載的高達4號機和高達5號機作為主要戰鬥力，主要目的是伏擊自護軍部隊，阻止自護公國從月面基地格拉那達派兵增援自護公國的要塞所羅門和阿·巴瓦·空，讓聯邦軍可以攻下這兩個自護軍的重要防禦據點，並最終攻進自護公國而結束戰爭，因此與自護軍負責守衛增援路線的特務部隊展開多場戰鬥。

## 作品解說
PS2遊戲《機動戰士鋼彈 宇宙相逢篇》是同名高達電影《機動戰士GUNDAMIII 宇宙相逢篇》遊戲化的作品。再現電影的故事形式之外，又加上作為遊戲的原創故事以外傳故事方式收錄的作品。到現在為止的機動戰士高達外傳系列是完全新作原創故事。本作品BANDAI發行的雜誌「SD俱樂部」連載的規劃『大河原邦男收集系列』（機動戰士收集系列、M-MSV），而且附帶的小說《機動戰士收集系列小說》把第三幕〈阿·巴瓦·空攻防戰〉作為原作參考。
同時，本作以前的機動戰士高達外傳系列都作為外傳獨立形式的遊戲發售，以作為按遊戲內的輔助故事附隨的形式被發表的本作品成為第一次。但機動戰士高達外傳系列，如果也有把Super Famicon的遊戲「機動戰士高達 CROSS DIMENSION 0079」收錄「對死去的人們祈禱」列為正傳遊戲包含外傳第一個作品的故事，本作就列為第二。
作為主役的機動戰士高達4號機和高達5號機的商品推銷，為遊戲的發售前後以鋼普拉和手辦等各種各樣的商品發售。

## 登場人物

### 地球聯邦軍
- 弗特．羅姆菲洛

本故事主角，24歳。地球聯邦軍中尉，駕駛高達5號機的駕駛員。駕駛機動戰士的技術是沒有話說，但由於是從測試駕駛員出身，會把戰鬥當作遊戲心態的看待。
- 魯斯．克塞爾

30歳。地球聯邦軍中尉，駕駛高達4號機的駕駛員。他與弗特．羅姆菲洛不同，由於原先是宇宙戰鬥機乘員，所以親身體驗過實戰的恐怖。性格深思熟慮，成功扮演抑制弗特．羅姆菲洛衝動行為的角色。
在小說版和漫畫版，最後使用大型光束炮令發電器負苛過重，並將發電器超過臨界點使機體嚴重破壞而死亡。
- 吉斯汀．隆伯德

62歳。地球聯邦軍中校，第16獨立部隊的艦長。時常保持冷靜沈著，不管對敵方或友軍都不顯露出感情。處於任何事態下都能冷靜分析狀況，下達確切的指示，是值得信賴的指揮官。
原本已屆軍隊的退役年齡，但聽說由於他當軍人的兒子在魯姆戰役捐軀，所以這次自願擔任這艘戰艦的艦長。
- 美悠．瀧澤

20歳。地球聯邦軍中士，擔任第16獨立部隊的戰鬥通訊員，就任前也參與過高達4、5號機的開發。
性格認真、專心一致，不過相對的也有不知變通的一面。有用比實際件熟的語氣說話的習慣。
- 雅妮．布雷比格

小説版、漫畫版登場。21歳。地球聯邦軍一等兵，負責機械維修。據說在上時也是待在前線的部隊。
雖然是在賈布羅才配屬進來的，但她的機動戰士整備能力大大地派上用場。
- 納瓦羅．韋斯利

漫畫版登場，駕駛鋼加農，負責支援工作。
- 達裡博．伊德

漫畫版登場，駕駛鋼加農，負責支援工作。
- 柯克沃．伯格

漫畫版登場，駕駛鋼加農，負責支援工作。

### 自護公國
- 馬列特．桑吉

24歳。自護公國上尉。對自己的戰鬥能力有著絕大的自信，就算對自己的上司，也還是說著「我只是為勝利而戰」，是個具有崇高榮譽心的人。在笫3話中登場，他駕駛著最新銳機種機動戰士MS-11 ACT渣古，率領著3名部下急襲第16獨立部隊。並與弗特．羅姆菲洛展開一場激戰，當中與弗特．羅姆菲洛的最後一戰不敵戰死。
- 優曼．卡萊爾

馬列特．桑吉的部下，漫畫版駕駛裝備著巨型火箭筒的力奇大魔II。從他的風貎和戰鬥能力看來，他應該是個相當老資格的人，但是他還是以忠實的部下的身分追隨馬列特．桑吉。
- 莉莉亞．芙洛貝爾

18歳。馬列特．桑吉的部下，漫畫版駕駛力奇大魔II，乍看之下是個可愛的少女，但其實是巧妙地使用兩挺巨型火箭筒，從遠距離射程狙擊敵機的冷酷狙擊手。雖然在急襲第16獨立部隊中試圖狙擊準備發射大型光束火箭砲的高達4號機，卻被高達5號機所阻止。
- 裘斯塔．派柏

24歳。馬列特．桑吉的部下，漫畫版駕駛力奇大魔II，以裝備著機關槍的力奇大魔II作為愛機的青年。雖然在初次的戰鬥中沒有引人注目的活躍，但是從他座機所搭載的裝備，可以得知他擅長於近至中距離的纏鬥。
- 諾得．朗格爾

自護公國少將，是守護自護公國軍的月面據點－格拉那達的基地司令。他嚴肅的面孔，是軍中少見的穩健派。為敗戰兵斡旋新的派駐地，又費心地讓梅能平安無事的回到本國，他是個不忘照顧下屬的名將。對基連總帥所採取的方針，在內心中似乎抱著懷疑的態度。但是，對於身為敵人的聯邦軍他就毫不留情，因為他那確實的指揮能力，才能在初期就發現第16獨立部隊的存在，並派遣馬列特隊過去。
- 達希亞．巴哈羅

在機動戰士高達登場，是一年戰爭期間的自護公國首相。但實際上，由於國家的實權掌握在薩比家長男基連．薩比的手上，他本人只不過是個傀儡，然而面對基連強硬的政策卻經常唱反調。因些，在戰爭未期協助提倡和平的迪金公王逝去後，他建立自護共和國，並以代表身份，與地球聯邦軍政府進行和平條約的簽約的簽定。
- 傑克．甘斯

漫畫版登場，在機動戰士GUNDAM戰記 Lost War Chronicles登場，為了返回自護本國，停泊在格拉那達。此後參加阿·巴瓦·空攻防戰，那個時候搭乘格魯古古參戰。

### 其他
- 崔西．拉姆亞

漫畫版登場，是阿納海姆公社的女成員，並進行對第16獨立部隊提供信息和補給等活動。與魯斯．克塞爾當時是戰鬥機飛行員受到她照顧。

## 登場機體
以遊戲出場的機體為參考

### 地球聯邦軍
- RX-75 太空坦克
- RX-77-2 鐳射大炮
- RX-78-2 高達
- RX-78-3 G-3高達
- RX-78-4 高達4號機
  - RX-78-4[Bst] 高達4號機[Bst]
- RX-78-5 高達5號機
  - RX-78-5[Bst] 高達5號機[Bst]
- RX-78NT-1 高達NT-1
- RX-78GP01Fb 高達試作型1號機FB
- RX-78GP03S 高達試作型3號機
  - RX-78GP03D 高達試作型3號機
- FA-78-1 全裝甲高達
- RX-78BD-3 高達BLUE DESTINY3號機
- RGM-79 吉姆
- RGM-79GS 吉姆宇宙指揮型
- RGM-79N 吉姆特裝型
- RGM-79SP 吉姆狙擊型2
- RGC-83 吉姆大炮2
- RB-79 鐵球
- RB-79K 先行量產型鐵球

### 自護公國
- MS-05A 渣古I
- MS-05B/3S 黑色三連星專用渣古I
- MS-06F 渣古II
- MS-06F/DZ 德茲魯専用渣古II
- MS-06F/JR 尊尼専用渣古II
- MS-06F/SM 松永真專用渣古II
- MS-06FZ 渣古II改
- MS-06FZ/FH 渣古II改B型
- MS-06F-2 渣古II後期型
- MS-06S/CA 馬沙專用渣古II
- MS-06S/3S 黑色三連星專用渣古II
- MS-06R-1 高機動型渣古II
- MS-06R-1/SM 松永真專用高機動型渣古II
- MS-06R-1A/3S 黑色三連星專用高機動型渣古II
- MS-06R-2/JR 尊尼専用高機動型渣古II
- MS-06R-2 高機動型渣古II後期型
- MS-09R 力奇大魔
- MS-09R-2 力奇大魔II
- MS-09RS/AG 賈圖専用力奇大魔
- MS-11 ACT渣古
- MS-14A 格魯古古
- MS-14A/AG 賈圖專用格魯古古
- MS-14S/CA 馬沙專用格魯古古
- MS-14B/JR 尊尼専用格魯古古
- MS-14F 格魯古古M
- MS-14Fs/CG 西瑪専用格魯古古M
- MS-14Fs 指揮専用格魯古古M
- MS-14JG 格魯古古J
- MS-14JG/SM 松永真専用格魯古古J
- YMS-15 強人
- MS-17 哥邦迪α
- MS-18E 京寶梵
- MS-21C 多蘭斯
- AGX-04 加貝拉．迪特
- RX-79BD-2 高達BLUE DESTINY2號機
- RX-78GPO02A 高達試作型2號機
- MA-04X 渣古尼羅
- MA-05 宇宙魔蟹
- MA-06 巴爾．巴洛
- MA-08 魔霸
- MAN-03 波羅號
- MAN-08 愛美號
- MSN-02 自護號
- AMX-O02 艾路．捷維

## 製作人員
- 原作：富野由悠季、矢立肇
- 漫画：夏元雅人
- 編劇：千葉智宏(STUDIO ORPHEE)
- 人物設定：逢坂浩司
- 機械設定：角木肇、高倉武史
- 協力：(株)BANDAI VIDEOGAME事業部
- 小説：宮元一毅

## 其他
- 白色基地級準同型強襲艦－駿馬介紹

他們所屬的第16獨立部隊的旗艦，就是這艘SCVA-72駿馬雖然同時代中還有一艘駿馬在設計時，是預定要從事隠密行動的。為了以上的目的，它裝備了可以在短時間內於廣大區域散佈米諾夫斯基粒子、張開阻蔽雷射擾亂幕的特殊彈頭。形成它一大特徵的藍灰色外裝，也蘊含避免在宇宙空間中遭敵方目視辨認的用意。
- 有關if編的故事

由於遊戲有不同的結局，在夏元雅人在繪畫單行本第2卷的時候就採用的是普通路綫的結局，即是高達4號機爆炸魯斯．克塞爾陣亡，弗特．羅姆菲洛生存的一般結局。以魯斯．克塞爾和弗特．羅姆菲洛兩人皆存活的Happy Ending路綫，由於劇情也挺充實，所以夏元雅人在漫畫裹也保留了下來，加入了單行本第3卷if編。

## 相關作品
- 機動戰士GUNDAM

## 外部連結
- PS2機動戰士GUNDAM 相逄在宇宙官方網站 （页面存档备份，存于）
- 機動戰士GUNDAM SIDE STORIES—機動戰士高達外傳 宇宙、閃光的盡頭… | BANDAI NAMCO GAMES官方網站 （页面存档备份，存于）（日語）（繁體中文）